# يوجين ويلان
يوجين ويلان (بالإنجليزية: Eugene Whelan)‏ هو دبلوماسي وفلاح وسياسي كندي، ولد في 11 يوليو 1924 في كندا، وتوفي في 19 فبراير 2013 في نفس البلد. حزبياً، نشط في الحزب الليبرالي الكندي.

## مناصب
- انتخب سفير.
- انتخب وزير الزراعة والأغذية الزراعية (كندا) (3 مارس 1980 – 29 يونيو 1984).
- انتخب عضو مجلس العموم الكندي عن دائرة Essex (federal electoral district) [الإنجليزية]‏ (25 يونيو 1968 – 3 سبتمبر 1984).
- انتخب عضو مجلس الشيوخ الكندي (9 أغسطس 1996 – 11 يوليو 1999).
- انتخب عضو مجلس العموم الكندي عن دائرة Essex South (federal electoral district) [الإنجليزية]‏ (18 يونيو 1962 – 24 يونيو 1968).
- انتخب وزير الزراعة والأغذية الزراعية (كندا) (27 نوفمبر 1972 – 3 يونيو 1979).